# Astronomsko društvo Korenica
Astronomsko društvo Korenica je jedno od najmlađih, ali i najaktivnijih astronomskih društava u Hrvatskoj.
Društvo je prvenstveno orijentirano na rad s mladima, posebno učenicima osnovnih škola u Korenici i Udbini. Aktivni su u amaterskoj izradi teleskopa, pa su 2005. i 2006. () organizirali radionicu za izradu teleskopa na kojoj se 2006. okupilo više od 20 astronoma amatera iz cijele Hrvatske.
Zvjezdarnica društva je u fazi planiranja.
U sklopu društva je i raketarska sekcija gdje se prave makete raketa.

## Vanjske poveznice
- http://www.adk.hr